# 伊斯兰·萨特帕耶夫
伊斯兰·纳扎尔戈扎耶维奇·萨特帕耶夫（1998年9月21日—），哈萨克斯坦男子射击运动员，主攻步枪，2024年夏季奥林匹克运动会混合团体10米气步枪铜牌得主。